# Thomas Morley
Thomas Morley (født i 1557 eller 1558, død i oktober 1602) var en engelsk komponist, organist, musikteoretiker og musikforlægger. I 1594 blev Morley den første engelske komponist, der brugte betegnelsen madrigal.
Det antydes, at han var elev af William Byrd, som han kaldte sin mester. Fra 1583 – 1587 var han domorganist i sin fødeby Norwich. Han var også en foretagsom forretningsmand og udgav andre komponisters musik, navnlig som en hyldest til Elizabeth 1. i den berømte samling af 23 engelske komponisters madrigaler. Han var oprindelig kirkemusiker, og hans kirkemusik, anthems og motetter er af høj kvalitet. Med sit talent, sin lærdom, energi og forretningssans var han en drivkraft i det engelske musikliv.